# Mia Mottleyová
Mia Amor Mottleyová, SC (nepřechýleně Mottley, * 1. října 1965 Barbados) je barbadoská politička a právnička, která je od roku 2018 osmou premiérkou Barbadosu a od roku 2008 předsedkyní Barbadoské strany práce (BLP). Mottleyová je první ženou, která zastává obě tyto funkce. Je také první premiérkou Barbadosu v jeho republikánském systému, a to po ústavních změnách, které zavedla a které zrušily konstituční monarchii v zemi.
Mia Mottleyová je od roku 1994 poslankyní parlamentu za volební obvod Saint Michael North East. V letech 1994 až 2008 zastávala postupně několik ministerských postů včetně funkce generální prokurátorky Barbadosu, v níž se stala první ženou, jež byla do této funkce jmenována. Je rovněž členkou Meziamerického dialogu.
Dvakrát byla vůdkyní opozice v barbadoské Sněmovně reprezentantů, nejprve v letech 2008–2010 a poté v letech 2013–2018. V roce 2018 získala BLP pod vedením Mii Mottleyové v parlamentních volbách 24. května historické vítězství, když si zajistila všech 30 křesel ve sněmovně – což se jí podařilo jako první straně – a navíc získala 72,8 % hlasů voličů, což je nejvyšší podíl, jakého kdy strana v parlamentních volbách dosáhla.
V parlamentních volbách v roce 2022 získala Mia Mottleyová druhé funkční období a v předčasných volbách, které vyhlásila, opět obsadila všech 30 křesel v zákonodárném sboru.